# La Torre de l'Espanyol
La Torre de l'Espanyol (Torre del Español in spagnolo) è un comune spagnolo situato nella comunità autonoma della Catalogna.